# Comanche: Maximum Overkill
Comanche: Maximum Overkill est un jeu vidéo de combat aérien développé et édité par NovaLogic, sorti en 1992 sur DOS. Le joueur y pilote un RAH-66 Comanche.

## Extensions
Le jeu a eu deux extensions sorties en 1993  : Comanche: Maximum Overkill - Mission Disk 1 qui ajoute trois campagnes de dix missions, les terrains arctique et désert ainsi que trois ennemis (l'hélicoptère Mi-24 Hind, l'automitrailleuse BRDM-3 et le lanceur de missiles Scud-B) ; et Comanche: Over the Edge qui ajoute quatre campagnes de dix missions, de nouveaux terrains, trois ennemis (l'hélicoptère MD 500 Defender, le patrouilleur rapide lance-missile Osa 2 and the et l'embarcation de débarquement LCAC) ainsi que des effets climatiques et sur l'eau.

## Accueil
- Aktueller Software Markt : 12/12[1]